# ماهیچه کف‌پایی
ماهیچه کف‌پایی یا عضله پلانتاریس (plantaris) ماهیچه‌ای است که باعث خم شدن زانو می‌شود.
منشأ آن در بالا از پشت کندیل خارجی استخوان ران است و در پایین به تاندون آشیل می‌چسبد. این عضله نازک و ضعیف بوده و در بعض افراد وجود ندارد. یک خم‌کننده ضعیف پا به پایین بوده و عصب آن عصب تیبیال است.